# Virga (wolk)

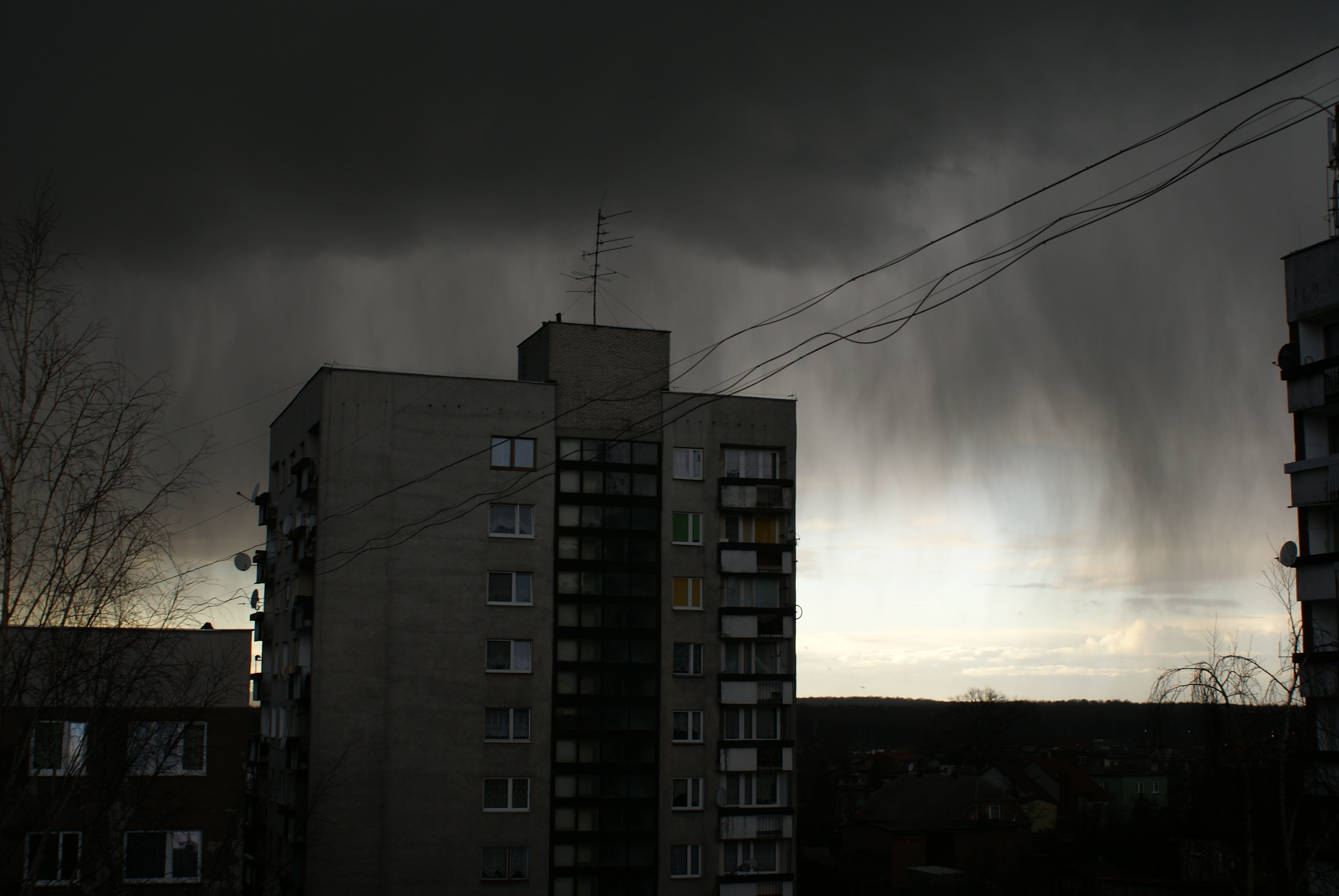
Een neervallende virga, naast een gebouw in Tychy, Polen

Een virga (van het Latijn virga: groene tak, stam, staaf) is een verticale of schuine schacht van regen, sneeuw, ijs of een andere neerslag die uit een wolk valt, maar de grond niet bereikt. Afhankelijk van de temperatuur bestaat een virga uit ijskristallen die sublimeren of druppels die verdampen onder de wolk waaruit ze ontstaan. De virga valt neer door een droge, onverzadigde luchtmassa. Alle soorten wolken die neerslag veroorzaken, kunnen virga’s vormen. 
Hoewel virga’s geen neerslag op de grond produceren, kunnen ze wel turbulenties opwekken. 